# Кахоолаве
Кахоолаве (гав. Kahoʻolawe) — один из островов Гавайского архипелага, наименьший по площади среди группы из восьми относительно крупных Гавайских островов (площадь 116,5 км²).
С 1994 года — остров-заповедник. В 1941—1990 годах служил военным полигоном для бомбометания с самолётов.
В административном отношении является частью округа Мауи.

## География
Расположен в 11,2 км юго-западнее острова Мауи.
Размеры и высоты острова Кахоолаве:
- длина — 18 км
- ширина — около 10 км
- самая высокая точка острова — кратер Луа-Макика на вершине горы Пуу-Моаулануи, высотой 452 м[1].

Климат Кахоолаве — относительно засушливый (менее 650 мм осадков в год), так как невысокий профиль острова не позволяет создавать достаточное количество атмосферных осадков из преобладающих северо-восточных воздушных потоков.
Остров расположен в дождевой тени вулкана Халеакала, высотой 3055 м, который находится на острове Мауи.
Около четверти поверхности острова подверглась водной и ветровой эрозии, уничтожившей почвы и обнажившей слой сапролита.

## История
Начиная с XI века остров был населён полинезийскими рыбацкими общинами. Некоторые области вдали от побережья использовались для сельского хозяйства, мелкозернистый базальт применялся для изготовления каменных орудий труда. Изначальный ландшафт острова, представлявший сухие леса с периодически пересыхающими ручьями, превратился в открытую саванну как результат вырубки лесов для дров и из-за расчистки территории под сельскохозяйственные земли. Поселенцы строили каменные платформы для религиозных ритуалов, выреза́ли петроглифы и наносили рисунки на плоской поверхности камней. Эти следы ранней деятельности дошли до наших дней.
Кровопролитные войны между борющимися за власть вождями приводили к уничтожению посевов и сокращению численности населения. Так, во время войны, известной как Камокухи (Kamokuhi), остров подвергся нападению и ограблению со стороны правителя острова Гавайи Каланиопуу (Kalaniopuʻu) во время его неудачной попытки свергнуть власть Камалалавалу (Kamalalawalu), правителя Мауи.
В 1778 году остров был открыт экспедицией Джеймса Кука.
До 1800-х годов наблюдатели с проходящих мимо судов описывали остров как необитаемый и пустынный, лишённый воды и лесов. После прибытия миссионеров из Новой Англии гавайское правительство короля Камеамеа III заменило смертную казнь изгнанием, и Кахоолаве стал мужской колонией для преступников приблизительно в 1830 году. Пища и вода были в недостатке, многие заключённые голодали, некоторые переплывали пролив, чтобы найти пищу на Мауи. Закон, сделавший остров колонией, был отменён в 1853 году. Данные на 1857 год сообщают о 50 жителях острова. Вдоль берегов росли табак, ананасы, горлянка; небольшие участки земли занимали плантации сахарного тростника. Начиная с 1858 года гавайское правительство предпринимает несколько попыток завоза на остров скота и использования Кахоолаве как пастбища. Некоторые из этих попыток были относительно удачными, однако серьёзно проблемой была по-прежнему нехватка воды. В течение последующих 80 лет ландшафт острова сильно изменился из-за засух и неконтролируемого перевыпаса скота. Пассатами был разрушен почти весь верхний наиболее плодородный слой почвы острова.
С 1910 по 1918 годы, согласно указу правительства Территории Гавайи, Кахоолаве был признан заповедником. Программа была рассчитана на восстановление растительного покрова острова, однако она явно провалилась. В 1918 году фермер Агнус Макфи с помощью землевладельца Гарри Болдуина взял остров в аренду на 21 год с целью разведения крупного рогатого скота. К 1932 году ранчо функционировало довольно успешно, однако позже начались засухи. В 1941 году Макфи сдал часть острова в субаренду Армии США. Чуть позже, в том же году, он полностью вывез скот с Кахоолаве.
Во время Второй мировой войны остров использовался как тренировочная база для солдат и морских пехотинцев США. В тренировочных целях остров подвергался бомбардировкам, которые продолжились и после окончания Второй мировой, во время войн в Корее и Вьетнаме. Военно-морские силы США прекратили на острове учения только к 1990 году, а в 1994 году он был передан под юрисдикцию штата Гавайи. Законодательное собрание штата объявило весь остров и окружающие его воды заповедником.

## Население
Точно неизвестно, как много людей населяло Кахоолаве, однако недостаток пресной воды, по-видимому, ограничивал население несколькими сотнями человек. Приблизительно сто или более человек могли проживать в самом большом поселении, Хакиоава, располагавшемся на северном берегу, напротив острова Мауи.
На сегодняшний день на острове нет постоянных жителей.